# Iudita de Flandra
Iudita de Flandra (în germană Judith von Flandern; n. 1033, Brugge, Franța – d. 5 martie 1094, Weingarten, Baden-Württemberg, Germania) aparținând probabil familiei conților de Flandra, a fost contesă de Northumbria prin căsătoria cu Tostig Godwinsson, și ducesă de Bavaria prin căsătoria cu Welf al IV-lea.

## Biografie

### Origine
Includerea Iuditei în familia conților de Flandra a fost nesigură o lungă perioadă de timp, dar stabilirea acestei apartenențe este cu atât mai importantă cu cât Iudita este străbunica împăratului Frederic Barbarossa și a ducelui Henric Leul. În esență există trei variante concurente în literatura de specialitate privind originea Iuditei, bazate pe diferite surse. În cercetare există astăzi un larg consens în favoarea celei de-a treia variante, celelalte două regăsindu-se doar în lucrări mai vechi.

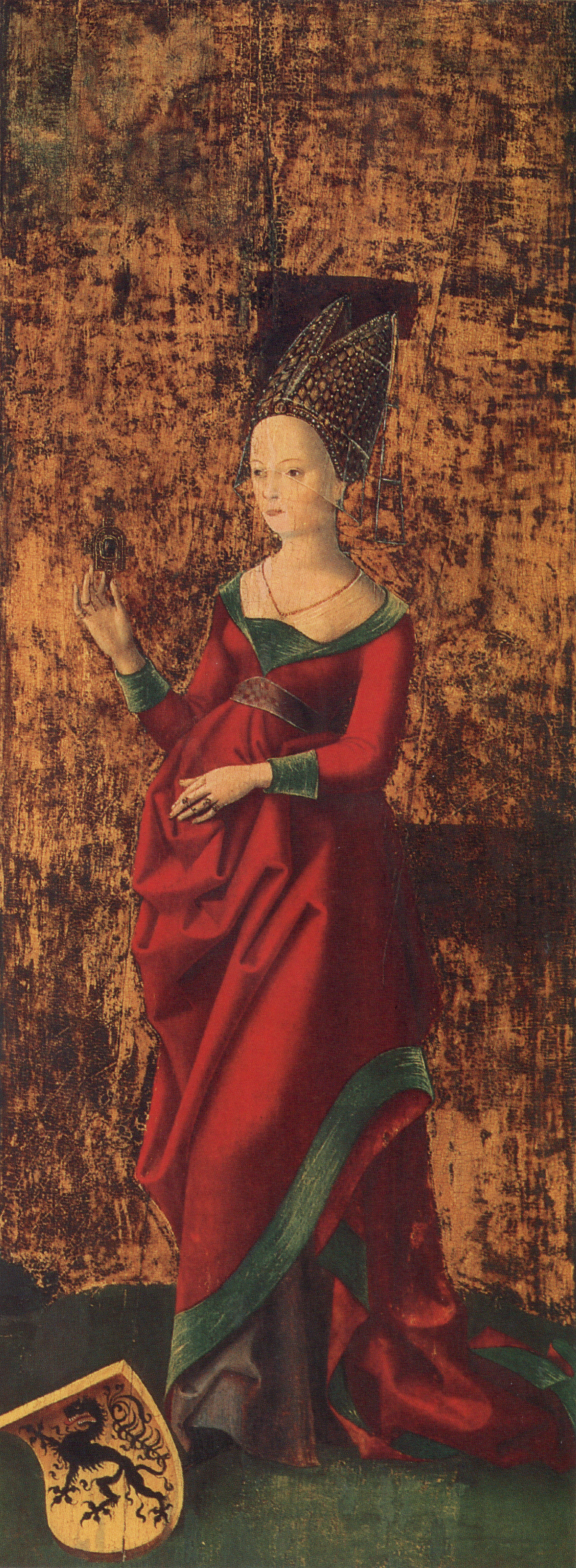
Iudita de Flandra (Abația Weingarten, 1489)

#### Prima variantă
Iudita s-a născut în 1027 sau 1028 și a fost fiica ducelui Richard al III-lea al Normandiei și a soției sale, Adela de Franța. Astfel, Iudita a fost fiica vitregă a lui Balduin al V-lea al Flandrei, care s-a căsătorit cu mama ei, Adela, în 1028 după moartea lui Richard al III-lea. Stabilirea anului nașterii Iuditei se bazează pe data decesului tatălui ei (6 august 1027).
Această variantă este mai mult decât îndoielnică, deoarece există motive să se creadă că părinții ei, Adela de Franța și Richard al III-lea al Normandiei au fost doar logodiți și niciodată căsătoriți. Nu sunt cunoscuți alți descendenți ai lui Richard și ai Adelei.

#### A doua variantă
Iudita s-a născut în jurul anului 1030 ca fiică a lui Balduin al V-lea al Flandrei și a Adelei de Franța. Această afirmație a fost făcută de cronicarul Albericus Trium Fontanum pe de o parte, iar pe de altă parte Iudita ar fi fost cea de-a doua fiică a cuplului, după Matilda de Flandra - afirmație făcută într-un manuscris atribuit cronicarului Ordericus Vitalis nu în mod incontestabil.
Cronicarul Florentius din Worcester afirmă, de asemenea, că Iudita a fost fiica unui conte Balduin de Flandra, dar nu specifică la care Balduin se referă și nici nu rezultă clar din context. De aceea această variantă stă sub semnul întrebării.
Totuși, relația strânsă dintre Balduin al V-lea și dinastia Welfilor ar fi fost probabil un obstacol în calea căsătoriei Iuditei cu Welf al IV-lea datorită rudeniei de gradul al treilea. Iudita și Welf al IV-lea ar fi avut aceiași străbunici: Frederic de Luxemburg și Irmtrud de Wetterau.
Căsătoria lui Welf cu Iudita a fost denunțată ca „adulter public” (publicum adulterium) deoarece Welf al IV-lea se despărțise de prima sa soție și nu datorită gradului de rudenie al soților. Prin urmare, această variantă trebuie, de asemenea, considerată îndoielnică.

#### A treia variantă
Iudita s-a născut în 1031 sau 1032 ca fiică a lui Balduin al IV-lea al Flandrei și a celei de-a doua soții a sa, Eleonora de Normandia, sora lui Richard al III-lea al Normandiei. Conform acestei variante, Iudita provenea din prima căsătorie a tatălui ei cu Otgiva de Luxemburg. Estimarea anului nașterii se bazează pe anul căsătoriei dintre Balduin al IV-lea și Eleonora (c. 1031). Iudita ar fi primit numele bunicii ei, Iudita de Bretania (d. 1017). 
Această variantă este susținută de faptul că cronica anonimă Annalista Saxo o menționează pe Iudita ca mătușă a paternă a contelui Robert I de Flandra, adică sora tatălui acestuia identificată ca fiică a lui Balduin al IV-lea și sora lui Balduin al V-lea. De asemenea, în Vita Ædwardi Regis, Iudita este menționată  ca soră a lui Balduin al V-lea.

## Căsătorii și descendenți

### Căsătoria cu Tostig Godwinsson
Iudita de Flandra s-a căsătorit cu Tostig Godwinsson în septembrie 1051.  În acel an Tostig și familia sa au fost nevoiți să fugă din Anglia după revolta lor împotriva regelui Eduard Confesorul. Tostig împreună desigur cu Iudita s-au refugiat în Flandra la Balduin al V-lea. În anul următor (1052) s-au întors în Anglia. În 1055 Tostig a primit titlul de Conte de Northumbria. În 1061 Tostig și Iudita au călătorit la Roma cu arhiepiscopul de York. În 1065 Tostig a fost destituit și alungat din Northumbria, după o rebeliune împotriva sa, refugiindu-se din nou la Balduin al V-lea.
În ce măsură Iudita l-a însoțit pe Tostig în lupta sa ulterioară pentru coroana engleză nu este clar. Ea a călătorit în Danemarca și Norvegia pentru a obține sprijin pentru invadarea Angliei. Tostig a murit pe 25 septembrie 1066 în Bătălia de la Stamford Bridge în lupta împotriva fratelui său, regele Harold al II-lea al Angliei, care îi succedase lui Eduard la începutul anului. Cronica anonimă Annalista Saxo relatează că Iudita s-a întors pe continent cu comori moștenite de la Eduard și de la soțul ei.
Din cronica Vita Ædwardi Regis rezultă că urmașii lui Tostig și ai Iuditei  erau încă la vârsta copilărie la moartea tatălui lor. Snorri Sturluson relatează: „Skule, un fiu al contelui Tostig, ... și fratele său Ketil Krok... de familie înaltă din Anglia” l-au însoțit pe regele Olav Kyrre (care a domnit între 1066–1093), iar saga Morkinskinna precizează că „Skúli, fiul lui Tostig Godwinsson și Ketill Krókr din Helgeland au venit în Norvegia”, împreună cu regele Olav după campania engleză eșuată din 1066 și că Skuli s-a întors în Anglia la scurt timp după căderea lui Harald, pentru a recupera trupul acestuia. Aceste informații indică faptul că Skule și Ketill erau adulți la acea vreme, deci nu puteau fi copiii Iuditei. La fel ca și Olav, fiul lui Tosti, menționat de cronicarul Symeon din Durham în 1066, cu condiția ca „Tosti” să fie Tostig Godwinsson. Nu există alte informații despre copiii lui Tostig și ai Iuditei.
Iudita a fost deseori menționată în mod eronat ca „regină a Angliei” în scrierile cronicarilor Guelfilor.
În 1053 împăratul Henric al III-lea și papa Leon al IX-lea au împărțit o relicvă a „sângelui sfânt” găsită în Mantua. În 1056, la moartea lui Henric al III-lea, relicva care aparținuse acestuia a revenit contelui Balduin al V-lea al Flandrei, care i-a lăsat-o moștenire Iuditei în 1067. Ea a donat-o Abației Weingarten împreună cu alte manuscrise valoroase care se află acum în New York, Montecassino, Fulda și Stuttgart. În fiecare an, la Abația Weingarten are loc o procesiune în onoarea acestei relicve în vinerea următoare sărbătorii Înălțarea Domnului.

### Căsătoria cu Welf al IV-lea
Iudita s-a căsătorit cu Welf al IV-lea la Crăciunul din 1070 (Welf I ca duce al Bavariei). Welf a supraviețuit soției sale (a murit la 9 noiembrie 1101). Din această căsătorie au rezultat trei copii:
- Welf (n.c. 1072 – d. 1120), a succedat tatălui său în 1101 ca Welf al V-lea al Bavariei; căsătorit (c. 1089) cu Matilda de Toscana, fiica lui Bonifacius de Canossa, duce de Spoleto;
- Henric (n.c. 1074 – d. 1126), duce al Bavariei din 1120, căsătorit cu Wulfhild de Saxonia (d. 29 decembrie 1126), fiica ducelui Magnus de Saxonia (familia Billungilor);
- Kunizza (d. 1120) căsătorită cu Frederic Rocho, probabil conte de Dießen.